# Дочка Стратіона
«Дочка Стратіона» — радянська військова кінодрама 1964 року, за повістю Василя Земляка «Гнівний Стратіон».

## Сюжет
Німецько-совєцька війна. 1943 рік. Для того, щоб знищити партизанський загін невловимого Стратіона, гітлерівці створюють загін лжепартизан капітана Ворона (під цим прізвиськом ховається німецький агент Штюрмер), який здійснює «диверсії». У цю гру мимоволі втручається Галинка, дочка Стратіона, яка покохала «Ворона» і стала його дружиною. Коли ж вона нарешті зрозуміла, кого привела до партизанів, то допомогла батькові заманити в засідку підрозділ німців, який прямував до партизан за сигналом Штюрмера. Відважна дівчина ціною власного життя знищує гестапівців.

## У ролях
- Микола Крюков —  Іван Тимофійович Стратіон, командир партизанського загону
- Людмила Платонова —  Галинка, дочка Стратіона
- Валерій Гатаєв —  Штюрмер, він же капітан Ворон
- Віктор Піменов —  Борис Перепєл
- Юрій Аверін —  німецький полковник
- Олексій Бахар —  Павло
- Сергій Дворецький —  Борис, розвідник
- Валерій Панарін —  Сидор, розвідник
- Василь Фущич —  Степчук
- Валерій Погорельцев —  Грицько
- Костянтин Худяков —  Петро
- Дмитро Орловський —  Яворина
- Володимир Васильєв —  Манжус, блатний «поп»
- Борис Баташев —  капельмейстер
- Василь Красенко —  мельник Никодим
- Георгій Дрозд —  німецький офіцер
- Валерій Лобунець — партизан
- Сергій Юртайкин — партизан
- Олег Фандера — партизан
- Сергій Голованов — партизан (немає в титрах)
- Володимир Євченко — партизан (немає в титрах)
- Іван Бондар — боєць загону Ворона
- Зінаїда Воркуль — мати партизана
- Микола Засєєв-Руденко —  Деркач, боєць загону Ворона
- Михайло Семеніхін — солдат
- Лев Перфілов — боєць загону Ворона
- Сергій Сібель — боєць загону Ворона
- Віктор Барков — епізод
- Анатолій Гриневич — епізод
- Леонід Данчішін — епізод
- Ігор Кулешов — епізод
- Лев Лобов — епізод
- Юрій Мартинов — епізод
- Валентина Плотникова — епізод
- Владилен Попудренко — епізод

## Знімальна група
- Автори сценарію:  Василь Земляк,  Василь Левін
- Режисер-постановник:  Василь Левін
- Оператор-постановник: Федір Сильченко
- Художник-постановник: Юрій Богатиренко
- Режисери: В. Вінніков,  Микола Вінграновський
- Композитор: Микола Каретников
- Автор пісні: Євген Долматовський
- Звукооператор: Володимир Курганський
- Художники по костюмах: М. Квашина, Г. Заславський
- Художник по гриму: Павло Орленко
- Режисери монтажу: Н. Кардаш, Етна Майська
- Редактор: Євгенія Рудих
- Консультант: Н. Корнієнко
- Директор картини: Адольф Фрадис